# Redução de danos
Redução de danos, também conhecida pela sigla RD, é uma postura ética adotada para proporcionar uma reflexão ampliada sobre a possibilidade de mitigar danos relacionados a alguma prática que cause ou possa causar danos. A RD valoriza e põe em ação estratégias de proteção, cuidado e autocuidado, possibilitando mudanças de atitude frente a situações de vulnerabilidade, como no âmbito da psicoterapia e do tratamento das adições e toxicomanias. A redução de danos também constitui uma estratégia de abordagem de problemas relacionados a droga que não parte do princípio que deve haver uma imediata e obrigatória extinção do uso de drogas seja no âmbito da sociedade, seja no caso de cada indivíduo, de modo que formula práticas que diminuem os danos tanto para as pessoas que usam drogas como para os grupos sociais com os quais convivem. O risco de suicídio, overdose e evolução dos efeitos prejudiciais da substancia psicoativa tem que ser monitorados constantemente, avaliando-se a necessidade de possível desintoxicação e, em última instância, de internação involuntária.

## Objetivos da redução de danos
A redução de danos não pode ser confundida com incentivo ao uso de drogas, embora fundamente-se no princípio da tolerância ou respeito às escolhas individuais.  A RD contribui, entre outras coisas, para gerar informações adequadas sobre riscos, danos, práticas seguras, saúde, cidadania e direitos, para que as pessoas que usam álcool e outras drogas possam tomar suas decisões, buscar atendimento de saúde (se necessários) e estarem inseridas socialmente em um contexto de garantias de direitos e cidadania. A RD também atua a nível da macropolítica, fomentando discussões e ações no campo das leis de drogas, sobre atenção em saúde mental e reforma psiquiátrica, sobre exclusão social e violência estrutural, entre outros temas relacionados às políticas públicas e legislação.

No Brasil, Grã-Bretanha e em vários países do mundo, redução de danos (RD) é uma política de saúde pública e um conjunto de estratégias práticas, voltados para o campo do uso de drogas, que visam reduzir danos desse uso, sejam biológicos, sociais, econômicos ou culturais, sem necessariamente interrompê-lo, levando em consideração a liberdade de escolha das pessoas e a liberdade de uso do seu próprio corpo. 

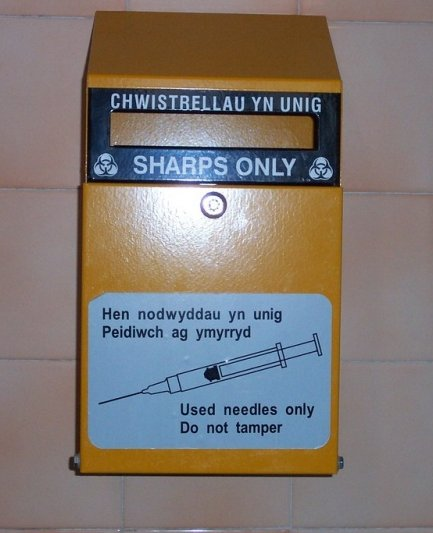
Caixa que permite o descarte seguro de agulhas em um banheiro público no País de Gales

A redução de danos também pode ser compreendida como um movimento social e político, que tem como objetivo contribuir para transformação da visão de mundo e as postura da sociedade diante do problema das drogas, possibilitando diálogo na sociedade e expressão das pessoas que usam drogas, sobre os usos, necessidades, desejos, direitos e deveres. Observe-se porém que esse modelo ou princípio de intervenção pode ser aplicado a outras áreas da saúde pública e promoção da saúde que não os problemas associados e decorrentes da drogadição.

### Alguns exemplos práticos de redução de danos
- No trânsito: não dirigir veículos automotores se usar bebidas alcoólicas, para evitar acidentes automotivos;
- No uso de substâncias: não compartilhar seringas para o uso de drogas injetáveis, para não se infectar ou infectar outras pessoas com doenças de transmissão sanguínea; reduzir a freqüência de uso de alguma droga para diminuir os danos que ela possa causar; não levar bebidas em garrafas de vidro para eventos e espaços públicos, evitando, assim, que acidentes com vidro possam ferir as pessoas; propor o uso de medicamentos que controlem a abstinência ou a substituição de uma droga com efeito mais devastador por uma que tenha um potencial de dependência menor, reduzindo aos poucos esse consumo até que o mesmo se cesse;
- No campo da violência: conscientizar os homens sobre a necessidade de não naturalizar a violência contra a mulher como sendo própria da “natureza masculina”, para evitar esse tipo de violência;
- Redução de danos ambientais: realizar coleta seletiva de lixo para diminuir danos ao ecossistema.

## Uso de Drogas
No caso do uso recreativo de drogas, a redução de Danos é apresentada como uma perspectiva útil, juntamente com as abordagens mais convencionais de redução de demanda e oferta. Muitos defensores argumentam que as leis proibicionistas criminalizam as pessoas por sofrerem de uma doença e, além disso, causam danos adicionais; por exemplo, obrigando os viciados em drogas a obter drogas de pureza desconhecida, geralmente por meio de fontes associadas a redes criminosas e a preços artificialmente elevados, aumentando assim o risco de morte por overdose. De acordo com a Associação Internacional de Redução de Danos, estão no âmbito "políticas, programas e práticas que visam primeiramente reduzir as consequências adversas para a saúde, sociais e econômicas do uso de drogas lícitas e ilícitas, sem necessariamente reduzir o seu consumo [e] beneficia pessoas que usam drogas, suas famílias e a comunidade". O site Erowid coleta e publica informações e relatos de experiências em primeira mão sobre todos os tipos de drogas, com o objetivo de educar usuários de drogas e reduzir os danos.

### Drogas

#### Depressores do Sistema Nervoso Central

##### Álcool

Gráfico construído com dados médicos publicados pela revista britânica The Lancet, relacionando o dano à saúde física e a dependência provocados por algumas drogas.

No Canadá, tradicionalmente, abrigos para sem-teto proíbem álcool. Em 1997, como resultado de um inquérito sobre a morte de dois alcoólatras sem-teto dois anos antes, a Seaton House de Toronto se tornou o primeiro abrigo para pessoas sem-teto no Canadá a operar com base no princípio de "álcool gerenciado", no qual os clientes são atendidos com uma taça de vinho por hora, a menos que os funcionários determinem que um indivíduo está embriagado demais para continuar. Anteriormente, alcoólatras sem-teto optavam por ficar nas ruas buscando álcool de fontes inseguras, como enxaguante bucal, álcool de limpeza ou álcool de produtos industriais. Isso, por sua vez, resultava no uso frequente de instalações médicas de emergência. O programa foi implantado em outras cidades canadenses, e um estudo de um abrigo em Ottawa descobriu que as visitas às urgências e os encontros policiais com os clientes reduziram-se pela metade. O estudo, publicado no Canadian Medical Association Journal em 2006, revelou que servir doses controladas de álcool a moradores de rua com consumo crônico também reduzia o consumo geral de álcool. Os pesquisadores descobriram que os participantes do programa reduziram o uso de álcool de uma média de 46 bebidas por dia quando entraram no programa para uma média de 8 bebidas. Além disso, suas visitas às salas de emergência caíram de 13,5 para uma média de 8 por mês, enquanto os encontros com o a polícia caíram de 18,1 para uma média de 8,8.

###### Programas relacionados ao álcool
Existe uma grande quantidade de cobertura midiática que informa aos usuários os perigos de dirigir bêbado. Atualmente, a maioria dos usuários de álcool está ciente desses perigos e as técnicas de condução segura, como o uso de táxis ou aplicativos de transporte, estão reduzindo o número de acidentes de dirigir alcoolizado. A redução de danos na dependência do álcool pode ser facilitada com o uso de naltrexona.

##### Opioides

###### Programas de manutenção de heroína (HAT)
O fornecimento de prescrições médicas de heroína farmacêutica (diacetilmorfina) a pessoas dependentes de heroína tem sido empregado em alguns países como modo de resolução de problemas associados ao uso ilícito de opioides, pois existem benefícios em potencial para o indivíduo e a sociedade em geral. As evidências indicaram que essa forma de tratamento pode melhorar muito as condições sociais e de saúde dos participantes, além de reduzir os custos derivados da criminalização, encarceramento e intervenções em saúde.
Na Suíça, o tratamento assistido de heroína é um programa estabelecido pelo sistema nacional de saúde. Existem dezenas de centros em todo o país e as pessoas dependentes de heroína podem administrar heroína em um ambiente controlado nesses locais. O programa suíço de manutenção de heroína é geralmente considerado um componente valioso e bem-sucedido da abordagem geral do país para reduzir os danos causados pelo uso de drogas ilícitas. Em um referendo nacional de 2008, a maioria de 68% votou a favor da continuação do programa suíço.
A Holanda tem estudado a manutenção de um programa semelhante. Um estudo alemão sobre viciados crônicos em heroína demonstrou que a diamorfina foi significativamente mais eficaz que a metadona na manutenção dos pacientes em tratamento e no tangente à melhoria de suas condições de saúde e situação social. Muitos participantes conseguiram encontrar emprego, e alguns até começaram uma família após anos de falta de moradia e delinquência ocasionados por toxicodependência.

###### Distribuição de naloxona
A naloxona é um medicamento usado para combater uma overdose de opioides; por exemplo, uma overdose de heroína ou morfina. A naloxona desloca as moléculas opioides dos receptores do cérebro e reverte a depressão respiratória causada por uma overdose em dois a oito minutos. A Organização Mundial da Saúde (OMS) inclui a naloxona em sua Lista de Medicamentos Essenciais e recomenda sua disponibilidade e utilização para a reversão de overdoses de opioide.

###### Terapia de reposição de opioides
A terapia de reposição opióide (TRO), ou terapia de substituição opióide (OST), é o procedimento médico para substituir um opioide ilegal, como a heroína, por um opioide de ação mais prolongada, mas menos eufórico; como metadona ou buprenorfina, que são normalmente usadas sob supervisão médica. Algumas formulações de buprenorfina incorporam o antagonista opiáceo naloxona durante a produção da pílula para impedir que as pessoas esmagem e injetem os comprimidos, em vez de usar a via de administração sublingual (sob a língua). Em alguns países, como Suíça, Áustria e Eslovênia, os pacientes podem ser tratados com morfina de liberação lenta quando a metadona é considerada inadequada devido às circunstâncias do indivíduo.
O princípio fundamental da terapia de reposição de opioides é a capacidade do programa para facilitar a retomada da estabilidade na vida do usuário, reduzindo os sintomas de abstinência e desejos por drogas. Efeito eufóricos não ocorrem como resultado do medicamento de tratamento. Em alguns países (não nos EUA, Reino Unido, Canadá ou Austrália), regulamentos impõem um período de tempo limitado para as pessoas nos programas TRO que terminam quando uma situação econômica e psicossocial estável é alcançada. Na prática, 40-65% dos pacientes mantêm abstinência completa de opioides enquanto recebem terapia de reposição de opioides e 70-95% conseguem reduzir significativamente seu uso, enquanto experimentam uma eliminação ou redução simultânea de medicamentos (diluentes impróprios, não esterilizados), problemas psicossociais (saúde mental, relacionamentos) e legais (prisão) que podem ocorrer por causa do uso de opióides ilícitos.

##### Benzodiazepinas
As benzodiazepinas são drogas sedativas com alto potencial de dependência física e psíquica, especialmente após tratamento prolongado. Exemplos de benzodiazepinas incluem diazepam, clonazepam, lorazepam, bromazepam, entre outros. O uso concomitante com outras drogas depressoras do SNC aumenta a incidência de overdose de benzodiazepínicos. No alívio de sintomas ansiosos, insônia e outras condições médicas, a recomendação é que o uso de benzodiazepinas se restrinja a menor duração possível. No Reino Unido, a recomendação é que o uso não ultrapasse quatro semanas e deve ser mantida a menor dose que atinja os efeitos terapêuticos desejados. Isso ocorre porque o organismo desenvolve tolerância a essas substâncias, de modo que seu potencial terapêutico deve ser cuidadosamente analisado em termos de riscos e benefícios. A cessação do tratamento com benzodiazepínicos deve ser sempre acompanhada por orientação médica e, principalmente para as pessoas que fazem uso crônico e/ou em altas doses, a cessação nunca deve ser abrupta, de modo a suavizar os efeitos de rebote causados pela interrupção do tratamento. Além da insônia e ansiedade de rebote, foram relatadas convulsões e morte, de forma similar ao que pode ocorrer com a privação repentina de álcool em pessoas alcoólatras.

#### Psicodélicos
O Projeto Zendo, conduzido pela Associação Multidisciplinar de Estudos Psicodélicos (MAPS) usa princípios da terapia psicodélica para fornecer lugares seguros e apoio emocional a pessoas que estão passando por experiências difíceis com drogas psicodélicas em festivais, sem assistência médica ou intervenção policial.
Drogas como MDMA (comumente vendidos com o nome de "ecstasy") são frequentemente adulteradas. Uma abordagem de redução de danos é a testagem de drogas, onde as pessoas que pretendem usar drogas podem saber o conteúdo e pureza da droga antes do consumo, a fim de que possam tomar decisões mais informadas sobre um consumo mais seguro. As organizações europeias oferecem serviços de testagem de drogas desde 1992. Como exemplo, a organização sem fins lucrativos DanceSafe oferece testes no local do conteúdo de pílulas de ecstasy em vários eventos de música eletrônica nos EUA. Eles também vendem kits de reagentes químicos para que os usuários possam testar o conteúdo das drogas. O projeto PillReports.com convida usuários de ecstasy a enviar amostras de droga para que testes em laboratório sejam realizados e os resultados destes sejam publicados online.

#### Cannabis
Os danos específicos associados ao uso da cannabis incluem aumento da taxa de acidentes ao dirigir sob intoxicação, risco de dependência, psicose, resultados psicossociais prejudiciais para usuários adolescentes e favorecimento de certas doenças respiratórias. Algumas campanhas que visam tornar o uso de cannabis mais seguro, incluindo a UKCIA (Ativistas da Internet de Cannabis do Reino Unido), incentivam métodos de consumo que demonstram causar menos danos físicos ao corpo do usuário, incluindo consumo oral (comestíveis de cannabis),  a vaporização, o uso de bongs que esfriam e filtram parcialmente a fumaça e, além disso, desencorajam fumar cannabis misturada com tabaco (spliff).
O facto da posse de cannabis ter sentenças de prisão em vários países também é apontado como um problema pelo Observatório Europeu da Droga e da Toxicodependência (OEDT), uma vez que as consequências de ser condenado pelo uso de drogas podem ser mais nocivas do que os danos de saúde provenientes do consumo Por exemplo, pode afetar adversamente as oportunidades de emprego, os direitos civis e prejudicar relacionamentos pessoais. Algumas pessoas sugem que a legalização da cannabis incentivaria o uso seguro e tornaria mais popular os efeitos adversos dessa droga.
A maneira como as leis sobre a maconha são aplicadas também é muito seletiva e discriminatória. As estatísticas mostram que as pessoas socialmente marginalizadas, os imigrantes e as minorias étnicas têm taxas de detenção significativamente mais altas. A descriminalização da cannabis, como permitir a posse de pequenas quantidades de maconha e possivelmente seu cultivo para uso pessoal, aliviaria esses danos. Onde a descriminalização foi implementada, como em vários estados da Austrália e Estados Unidos, bem como em Portugal e na Holanda, não foi revelado aumento expressivo na taxa de consumo de cannabis na população. A falta de evidência do aumento do uso indica que essa mudança de política não tem efeitos adversos nos danos relacionados à cannabis e, ao mesmo tempo, diminui os gastos públicos relacionados à saúde e encarceramento. No Brasil, entre as pessoas encarceradas, o crime mais comum entre os homens e mulheres é o de tráfico de drogas (respectivamente, 26% para os homens e 62% para as mulheres).

#### Tabaco
A redução de danos do tabaco descreve ações que podem ser tomadas para reduzir os riscos à saúde associados ao consumo do tabaco, especialmente na forma de combustão, sem abster-se completamente do tabaco e/ou da nicotina. Algumas dessas medidas incluem usar sistemas de distribuição de nicotina que não sejam provenientes da combustão do tabaco, aplicando medidas previstas na Terapia de Reposição de Nicotina (TRN). Nos últimos anos, o crescente uso de cigarros eletrônicos como estratégia de cessação tabágica, cuja segurança a longo prazo permanece incerta, provocou uma controvérsia contínua entre aqueles que buscam restringir e desencorajar todo o uso até que se saiba mais sobre os efeitos da vaporização e aqueles que a veem como uma abordagem útil para a redução de danos, pois acreditam que os riscos dificilmente serão iguais ou superiores aos do fumo de tabaco. "Sua utilidade na redução de danos do tabaco como substituto dos produtos de tabaco não é clara mas, como um esforço para diminuir as mortes e doenças relacionadas ao tabaco, tais técnicas possuem o potencial de fazer parte da estratégia.

#### Outros medicamentos psiquiátricos
Com a crescente preocupação sobreos efeitos adversos dos medicamentos psiquiátricos e o risco de dependência a longo prazo, os grupos de saúde mental Freedom Center e The Icarus Project, publicaram o Harm Reduction Guide to Coming Off Psychiatric Drugs (Guia de Redução de Danos para a Cessação de Drogas Psiquiátricas). O guia de autoajuda fornece aos pacientes informações para ajudar a avaliar os riscos e benefícios e facilitar o processo de interrupção, redução ou continuidade com os medicamentos quando os médicos não estão familiarizados ou não podem fornecer essas orientações. O guia está em circulação entre grupos de consumidores de saúde mental e foi traduzido para dez idiomas.

### Descriminalização
A ameaça de sanções criminais leva as trabalhadoras do sexo e usuários de drogas injetáveis para as margens da sociedade, muitas vezes reforçando comportamentos de alto risco, aumentando o índice de overdose e de transmissão de doenças infecciosas. A descriminalização como estratégia de redução de danos permite tratar o uso de drogas apenas como um problema de saúde pública, em vez de uma atividade criminosa (problema de segurança pública). Isso permite que outras estratégias de redução de danos sejam empregadas.

## Sexo

### Programas de sexo seguro
Muitas escolas oferecem educação sexual segura para estudantes adolescentes e pré-adolescentes que podem se envolver em atividades sexuais. Uma vez que alguns adolescentes farão sexo, a abordagem de redução de danos apóia uma educação sexual que enfatiza o uso de dispositivos de proteção como preservativos para proteger contra gravidez indesejada e transmissão de ISTs . Isso vai contra a abstinência sexual como política de educação sexual, uma vez que esta ensina que educar as crianças sobre sexo pode encorajá-las a praticá-lo. Descobriu-se que esses programas diminuem o comportamento sexual de risco e previnem doenças sexualmente transmissíveis. Eles também reduzem as taxas de gravidez indesejada. Os programas de abstinência não parecem alterar os riscos de HIV em países desenvolvidos, e não há evidências disponíveis para outras áreas.

### Legalização da prostituição
Desde 1999, alguns países legalizaram a prostituição, como a Alemanha (2002) e a Nova Zelândia (2003). No entanto, na maioria dos países, a prática é proibida. Coletar estatísticas precisas sobre prostituição e tráfico de pessoas é extremamente difícil. Isso resultou em defensores da legalização  da prostituição alegando que ela reduz as taxas de crime organizado, enquanto os críticos afirmam o contrário. A política holandesa de prostituição, que é uma das mais liberais do mundo, é tema de debate recorrente nesse assunto. No período anterior a 2015, até um terço dos locais de trabalho oficialmente sancionados foram fechados novamente após relatos de tráfico de pessoas. As próprias prostitutas geralmente se opõem ao que consideram "roubo de seu ganha-pão".

### Prostituição e HIV
Apesar da profundidade de conhecimento sobre HIV/AIDS, a transmissão rápida ocorreu globalmente em profissionais do sexo. A relação entre essas duas variáveis aumenta muito o risco de transmissão entre essas populações e também para qualquer pessoa associada a elas, como seus parceiros sexuais, seus filhos e, eventualmente, a população em geral. Muitas estratégias de redução de danos nas ruas tiveram sucesso na redução da transmissão do HIV em usuários de drogas injetáveis e profissionais do sexo. Educação sobre HIV, testes de HIV, uso de preservativo e negociação de sexo seguro diminuem muito o risco de adquirir doenças sexualmente transmissíveis. A educação geral como estratégia de redução de danos diminuiu especialmente o risco de infecção por HIV, como no Chade, onde este método teve o melhor custo-benefício por infecção evitada.

## Redução de danos no Brasil

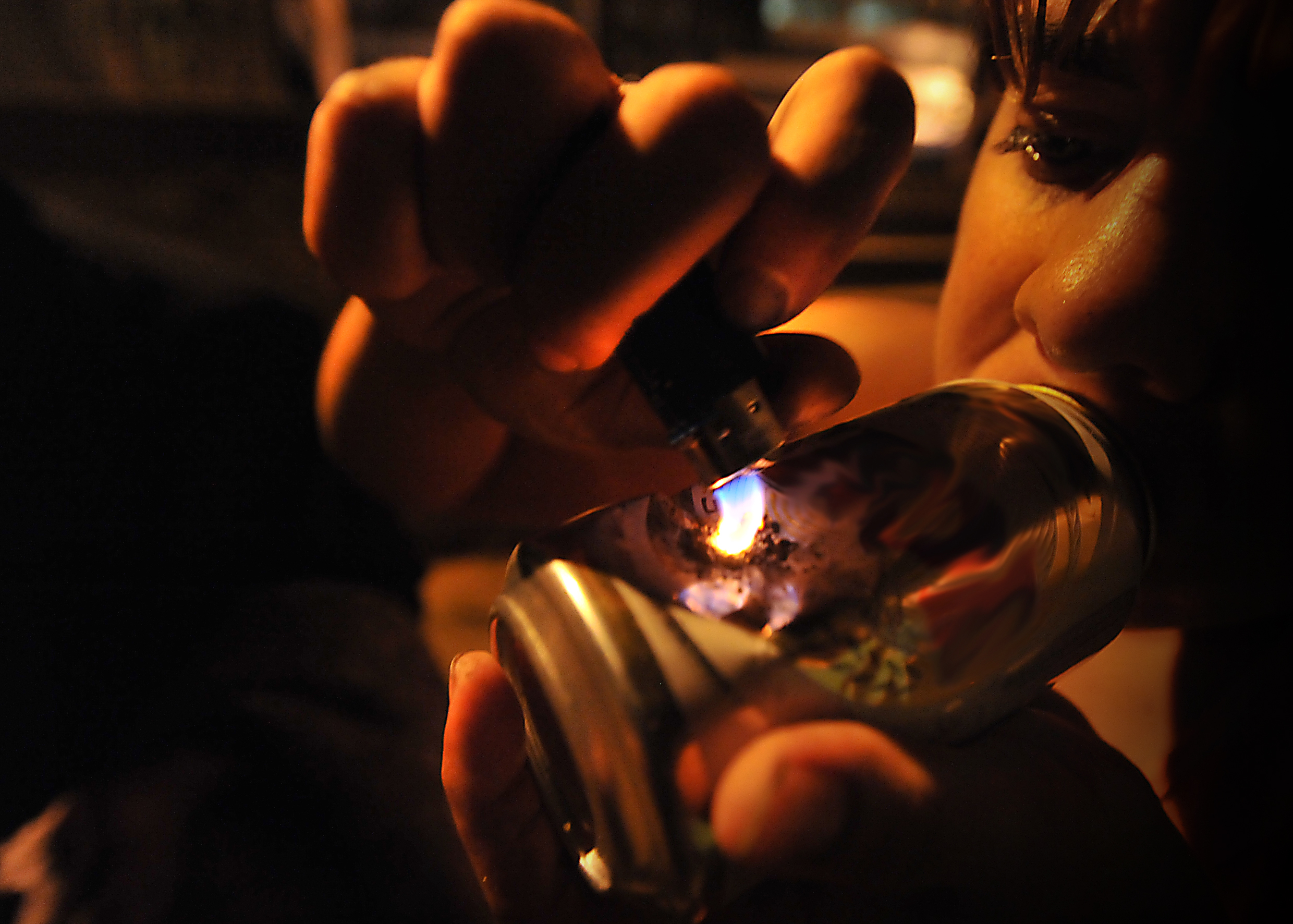
Fumo de crack numa lata de alumínio, altamente nocivo ao organismo

Em dezembro de 1989  na cidade de Santos com  direção da  Prefeita Telma de Souza foi realizada a primeira tentativa de implantar um programa de redução de danos no Brasil. Impedidos de fornecer seringas para usuários de drogas injetáveis como forma de evitar a  AIDS, os técnicos construíram alternativas, como estimular o uso de hipoclorito de sódio para a desinfecção de agulhas e seringas reutilizadas. Mais tarde, em 1993, uma organização não governamental, o Instituto de Estudos e Pesquisas em AIDS de Santos – IEPAS, implantaria o primeiro projeto no Brasil a utilizar “redutores de danos” para o trabalho de prevenção de HIV/AIDS entre os seus pares. Em 1995, o Projeto de Redução de danos  da UFBa, implantou apesar de toda oposição ao seu propósito, o primeiro projeto de fornecimento de seringas no Brasil.Dai em diante, abriram-se numerosas barreiras e aos poucos os projetos foram se expandindo. O estado de São Paulo, foi palco de dois grandes marcos desta política pública de saúde: a promulgação da Lei do Deputado Estadual Paulo Teixeira e a realização em março de 1998 da 9a Conferëncia Internacional de redução de danos. A Conferência aberta no Palácio dos Bandeirantes, reuniu delegados de 50 países do mundo e teve grande repercussão na mídia brasileira. Em setembro de 2001, existiam cerca de 100 projetos de redução de danos em curso no Brasil. Hoje em dia no Brasil os projetos de redução tem problemas:
- Os projetos em sua maioria são desenvolvidos marginalmente ao Sistema Único de Saúde, com pouca integração formal com outras instâncias;
- Seu espectro de ação em nosso meio é limitado, não tendo na maioria dos lugares atingidos todos os setores que necessitam de seu trabalho na comunidade.

Mas, por outro lado, mudanças vem ocorrendo. Por exemplo, nas capitais do país e cidades com certo números de habitantes, são implementados os CAPS-AD (Centro de Atenção Psicossocial Álcool e Drogas). A RD é também uma política pública oficial do Ministério da Saúde do Brasil, cujo objetivo é para lidar de forma adequada com problemas que podem ser gerados pelo uso de álcool e outras drogas. Portanto, está preconizada na Política de Atenção Integral a Usuários de Álcool e Outras Drogas (2003), e respaldada por Portaria do Ministério da Saúde que destina incentivo financeiro para o fomento de ações de redução de danos nos CAPS-AD.
As Equipes são formadas por profissionais Multidisciplinares (entre eles Psiquiatras, Psicólogos, Assistentes Sociais, enfermeiros, Terapeutas Ocupacionais, e Redutores de Danos). Em muitas cidades o SUS implementa o tratamento para usuários de Drogas, e entre as capitais, cita-se Recife, Salvador e São Paulo como modelos de gestão.
Projetos como Consultórios nas Ruas também são executados em convênio com o SUS.

### Associação Brasileira de Redutoras e Redutores de Danos – ABORDA
A ABORDA foi criada em 1997, durante o 2º Congresso Brasileiro de Prevenção da Aids, em Brasília. Os objetivos, daquela época até os dias de hoje, não mudaram muito: a implementação e o fortalecimento da redução de danos como política pública, e a defesa da dignidade do redutor de danos.
Nos últimos 10 anos, houve grandes transformações nas perspectivas de redução de danos. Inscritos no cotidiano do SUS a partir da necessidade de enfrentamento das formas de transmissão do HIV ligadas ao compartilhamento de equipamentos de uso de drogas injetáveis, os redutores de danos contribuíram significativamente na luta contra a Aids, e abriram um leque de novas possibilidades na forma de se fazer e pensar saúde no Brasil. A Redução de Danos, hoje, constitui-se em um conjunto de políticas públicas ligadas ao enfrentamento dos eventuais problemas relacionados ao uso de drogas, articulando distintas realidades: prevenção ao HIV/Aids e hepatites, promoção integral de saúde às pessoas que usam drogas e diminuição da violência. Tal articulação consiste no apoio/incentivo ao protagonismo das pessoas que usam drogas, na busca pelo cuidado de si e manejo do seu uso de drogas.
Hoje, a ABORDA (o.c.) está presente em quase todos os estados brasileiros, do Rio Grande do Sul ao Amapá, contando com a força de centenas pessoas ligadas a dezenas de programas governamentais e não governamentais de Redução de Danos, e constituindo-se na grande roda de articulação política em defesa daredução de Danos e dos Direitos Humanos das pessoas que usam drogas.
A ABORDA (o.c.) busca destacar a importância de redutoras e redutores de danos, defendendo a melhoria de suas condições de vida e trabalho, e contribuindo para sua organização e capacitação técnica. Além disto, defendemos a ruptura com paradigmas ora instituídos no que tange aos discursos sobre drogas e pessoas que as usam através da articulação com movimentos sociais, universidade e Estado, contribuindo para a construção de políticas públicas diferenciadas, abertas à participação cidadã de populações sobre as quais recaem os efeitos de dispositivos que muitas vezes impedem seu acesso aos mais básicos direitos.
No desenvolvimento de suas atividades, a ABORDA (o.c.) observa os princípios da legalidade, impessoalidade, moralidade, publicidade, economicidade e da eficiência, colaborando com todos os movimentos sociais que buscam o fim de todas as formas de preconceito e discriminação, incentivando o protagonismo social e a democracia participativa em defesa dos princípios e diretrizes do SUS.

### Rede Brasileira de Redução de Danos – REDUC
A Reduc foi criada em outubro de 1998, na cidade de São Paulo, no Encontro Nacional de Redução de Danos, uma parceria entre o Programa de Orientação e Assistência a Dependentes - PROAD/UNIFESP, o IEPAS - Instituto de Estudos e Pesquisas em Aids de Santos, o Programa Estadual DST/AIDS-SP, o Laboratório Biocintética e com o apoio da Coordenação Nacional de DST/AIDS e da USAID - Agência Norte-Americana para o Desenvolvimento Internacional.

#### Principais propostas da REDUC
- Discutir as temáticas sobre drogas, ampliando a discussão numa perspectiva científica e do ponto de vista do impacto social da estratégias de redução de danos com os diversos segmentos sociais- governos, sociedade civil organizada, universidades, profissionais de saúde, educação, mídia, iniciativa privada e todas as áreas de interface com o fenômeno das drogas.
- Planejar novas parcerias com organizações do Brasil e do exterior para otimizar e aprimorar as praticas de redução de danos e Direitos Humanos das pessoas que usam álcool e outras drogas e sua rede de interação social, visando garantia de direitos.
- Elaborar propostas que visem novas políticas para as drogas no Brasil, em conjunto com todas as esferas de interface para o fenômeno de drogas, buscando a defesa dos Direitos das pessoas que usam álcool e outras drogas e sua rede de interação social
- Articular redes permanentes de comunicação entre as várias iniciativas já existentes, com o objetivo de ampliar as discussões para outras instancias, ações que discutam as questões das drogas licitas e ilícitas, assegurando qualidade de vida e defesa de direitos das pessoas que usam álcool e outras drogas e sua rede de interação social
- Fiscalizar o cumprimento de normas constitucionais.
- Apoiar iniciativas de políticas públicas aos usuários de drogas lícitas e ilícitas.

## Críticas
Críticos, como a Drug Free America Foundation e outros membros da rede International Task Force on Strategic Drug Policy, afirmam que um risco representado pela redução de danos é criar a percepção de que certos comportamentos podem ser praticados com segurança, como o uso de drogas ilícitas, o que pode levar a um aumento da incidência desse tipo de comportamento. Os signatários da rede proibicionista das drogas International Task Force on Strategic Drug Policy declararam que se opõem à redução de danos no uso de drogas "...estratégias como desfechos que promovem a falsa noção de que existem maneiras seguras ou responsáveis de usar drogas. Ou seja, estratégias nas quais o objetivo principal é permitir que os usuários de drogas mantenham um comportamento viciante, destrutivo e compulsivo, enganando os usuários sobre alguns riscos das drogas, enquanto ignoram outros".
Em 2008, a Federação Mundial Contra as Drogas afirmou que embora "... algumas organizações e governos locais defendam ativamente a legalização das drogas e promovem políticas como a 'redução de danos', que aceitam o uso de drogas e não ajudam os usuários de drogas a se livrarem das drogas de abuso. Isso prejudica os esforços internacionais para limitar a oferta e a demanda de drogas." A Federação afirma que os esforços de redução de danos muitas vezes acabam se voltando para a "legalização das drogas ou outros esforços inadequados de relaxamento, uma abordagem política que viola as Convenções da ONU".
Além disso, os críticos rejeitam as medidas de redução de danos porque acreditam que estas tentam estabelecer certas formas de uso de drogas como aceitáveis na sociedade. A Rede de Prevenção de Drogas do Canadá declara que a redução de danos "passou a representar uma filosofia na qual o uso de substâncias ilícitas é visto como amplamente inevitável e, cada vez mais, como um estilo de vida viável e aceitável, desde que o uso não seja 'problemático'", uma abordagem que pode aumentar a "aceitação do uso de drogas na sociedade". Eles defendem que a redução de danos "envia uma mensagem errada para crianças e jovens" sobre o uso de drogas. Em 2008, a Declaração do Fórum Mundial Contra as Drogas criticou as políticas de redução de danos que "... aceitam o uso de drogas e não ajudam os usuários de drogas a se livrarem do uso de drogas", que o grupo diz prejudica "esforços para limitar o fornecimento e demanda por drogas". Eles afirmam que a redução de danos não reduz a demanda por drogas.
O Papa Bento XVI criticou as políticas de redução de danos em relação ao HIV e AIDS, dizendo que se tratava de "uma tragédia que não pode ser superada apenas com dinheiro, que não pode ser superada com a distribuição de preservativos, o que agrava mais os problemas". Essa posição, por sua vez, foi amplamente criticada por deturpar e simplificar o papel dos preservativos na prevenção de infecções.